# Balaam
Balaam (hébreu : בִּלְעָם, Bilʻam) est un personnage biblique, fils de Béor et devin de Péthor (en) en Mésopotamie. Le roi de Moab  Balak, espérant vaincre Israël, décide de recourir au devin Balaam et lui promet de le couvrir d'honneurs s'il accepte de maudire Israël. Les tentatives de Balaam seront infructueuses car ses malédictions seront transformées en bénédiction (Nb. 22-24 ; Jos. 13 : 22).
En dehors de la Bible, Balaam est connu par les inscriptions de Deir Alla.

## Les récits bibliques

### Balaam et Balak
Aux chapitres 22 à 24 du Livre des Nombres, Balaam est mandé par Balak, roi de Moab, pour maudire les Israélites qui, après avoir traversé le désert, traversaient ses territoires vers le pays de Canaan.
Le devin, monté sur une ânesse, se rend chez Balak ; mais, en chemin, l'ange du Seigneur, tenant une épée nue à la main, empêche l'ânesse d'avancer malgré les coups donnés par son maître. L'ânesse, douée tout à coup de la parole, reproche à son maître sa dureté. Dieu ouvre alors les yeux de Balaam ; devant Balak, il bénit, par trois fois, le peuple qu'il avait pour mission de maudire. (cf. Dt 23 5-6. Jos 24 9-10. Ne 13 2. Mi 6 5.)
Il prophétise : « De Jacob monte une étoile, d'Israël surgit un sceptre » (Nb 24, 17).

### L'infidélité de Péor
À Péor, sur le conseil de Balaam, les filles Madianites vont séduire les Israelites pour qu'ils se livrent à la débauche et au culte de Baal (Baal Péor = Belphégor) (Nombres 25).
Balaam est tué par les hébreux (Nombres 31. 8) durant les combats contre  Madian organisé en représailles (Nombres 31. 17).

## Dans le Nouveau Testament
Balaam est cité comme occasion de chute du peuple de Dieu dans les épîtres de Jude et l'Apocalypse (Jude 1. 11.Apocalypse 2. 14).
Dans la Deuxième épître de Pierre, ceux qui écoutent les faux docteurs, introducteurs d'hérésies, s'égarent en suivant la voix de Balaam (2 P 2. 15).

## Dans la littérature rabbinique
Balaam est souvent mentionné dans les sources rabbiniques. Il est le type même du méchant : idolâtre, séducteur d'Israël et sorcier, mais il n'a pas enfreint la parole de son Dieu contre beaucoup d'or ou d'argent [nom.22-18] (en tant que sorcier, il aurait eu le pouvoir de s'élever dans les airs). Il y est tantôt associé à Jésus, tantôt confondu avec lui. Selon l'historien Thierry Murcia, dans le Talmud, Jésus est « identique à Balaam : idolâtre, sorcier et séducteur ».